# Historic Crew Stadium
El Historic Crew Stadium (anteriormente conocido como Columbus Crew Stadium y Mapfre Stadium) es un estadio multipropósito ubicado en la ciudad de Columbus, en el estado estadounidense de Ohio. Abierto el 15 de mayo de 1999, es el primer estadio que fue construido exclusivamente para la práctica de fútbol en la segunda era del fútbol profesional en los EE. UU. Desde su inauguración hasta mediados de 2021, ha sido el campo del Columbus Crew de la MLS y tiene una capacidad para 20 145 espectadores y por su infraestructura puede ampliarse.

## Orígenes
El equipo de la MLS de la ciudad de Columbus, el Columbus Crew, comenzó jugando sus partidos en el Ohio Stadium en la temporada inaugural de la MLS en 1996. No obstante, debido a que el estadio era diseñado para fútbol americano, nunca fue muy popular con el equipo ni con los aficionados. Cuando se comenzó a renovar el estadio y el Crew se vio obligado a buscar otra casa, el dueño del equipo, el empresario Lamar Hunt decidió construir un estadio propio para la franquicia. Él y su negocio, el Hunt Sports Group, pagaron todos los gastos del estadio que costó 28.5 millones de dólares (39.8 millones en dólares de 2012). El Columbus Crew Stadium se convirtió en el primer estadio construido específicamente para fútbol de la MLS y se le acredita con haber iniciado una ola de construcciones de estadios para fútbol en todo el país.
La estructura tiene una capacidad de 20 455 espectadores, pero esta capacidad puede ser expandida para conciertos, alcanzando las 30 000 personas.

## Selección de Estados Unidos
Además del Columbus Crew, las selecciones nacionales de EE.UU, tanto masculinas como femeninas, han usado el estadio para partidos internacionales. La selección masculina de los Estados Unidos derrotó a México cuatro veces en cinco oportunidades en Columbus Crew Stadium durante los partidos clasificatorios a los mundiales de 2002, 2006, 2010 y 2014. Uno de estas ocasiones, la victoria 2-0 de los Estados Unidos en las eliminatorias a la Copa del Mundo 2002, recibió el nombre de La Guerra Fría por parte de la prensa debido a lo cerrado del partido y las bajas temperaturas en Columbus esa noche (1.6 °C al inicio del partido). Además, este partido ha sido catalogado como el mejor partido jugado en este estadio (hasta el año 2010). Hasta 2012 y al final de la primera fase de las eliminatorias a la Copa del Mundo de 2014 en la Concacaf, Estados Unidos no ha perdido ningún partido jugando en el Columbus Crew Stadium y solo ha recibido un gol en contra. Pero el 11 de noviembre de 2016, los Estados Unidos perdieron por primera vez por 2-1 ante la selección mexicana en el hexagonal con gol de Rafael Márquez, y acabando el invicto de la selección estadounidense en Columbus.

## Otros usos
En 2011 se jugó allí la final de la Major League Soccer, así como el Juego de las Estrellas de la Major League Soccer 2000 y 2005.
En la Copa Mundial Femenina de Fútbol de 2003 se disputaron allí seis partidos de la fase de grupos.
En el invierno de 2007, se construyó un escenario permanente en el estadio para conciertos, en particular el festival de rock Rock on the Range. Desde ese entonces, las bandas Disturbed, Rascall Flatts, Kenny Chesney, Motley Crue, Evanescence, Papa Roach, Staind y Slipknot han tocado en el estadio.